# Verein für mecklenburgische Familien- und Personengeschichte

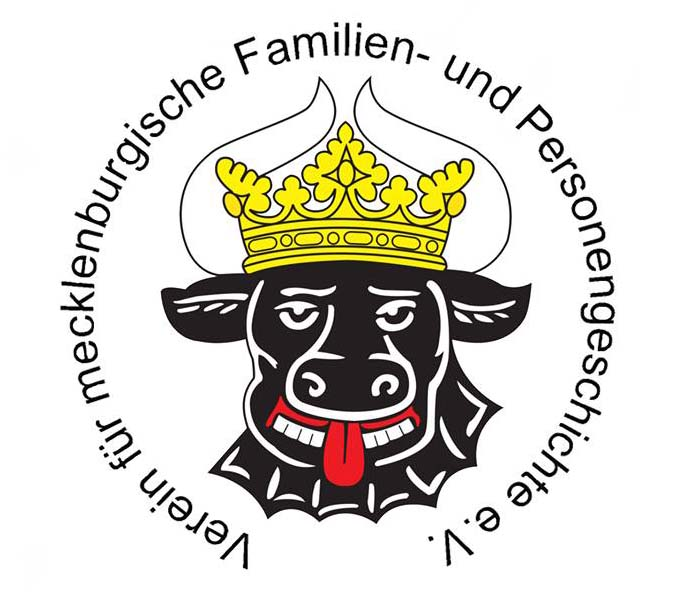
Vereinslogo des MFP e.V.

 Der Verein für Mecklenburgische Familien- und Personengeschichte e. V. (MFP) ist ein genealogischer Verein in Warnkenhagen. 

## Geschichte
Vor 1989 etablierte Franz Schubert im Rahmen der Landsmannschaft Mecklenburg eine „Arbeitsgruppe Familienforschung“. Nach der Wende ging von ihm die Initiative zu den ersten jährlichen Treffen der mecklenburgischen Familienforscher aus (in Schwerin, Neubrandenburg, Ludwigslust, Bützow). Er organisierte sie eigenständig als Veranstaltungen der Landsmannschaft auf den Mecklenburgischen Kulturtagen. 
Parallel dazu wurde 1995 am Rande des 47. Deutschen Genealogentages ein Landesarbeitskreis (LAK) „Familien- und Personengeschichte“ im Landesheimatverband Mecklenburg-Vorpommern gegründet. In den Folgejahren fanden die Treffen der mecklenburgischen Familienforscher gemeinsam unter Leitung des LAK statt. 
1997 war die Zeit dann reif für einen eigenen Verein. Am 22. Oktober 1997 fanden sich in Tellow acht Hobbygenealogen zusammen und gründeten den MFP. Erster Vorsitzender wurde Hans-Dietrich Gronau, Mathematikprofessor an der Universität Rostock, der diese Funktion bis 2014 ausübte. Zu seinem Nachfolger wurde Andreas Parlow gewählt. 
Der Verein hat über 200 Mitglieder, viele auch aus Ländern, in die Menschen aus Mecklenburg ausgewandert sind.

## Aufgaben
Der Zweck des MFP ist die Erforschung, Pflege und Förderung der Familien- und Personengeschichte, der Heraldik und verwandter Wissenschaften. Das wird verwirklicht insbesondere durch:
- Forschungsberatung
- Förderung des Austausches von Forschungsergebnissen
- Sammlung familien- und wappenkundlicher Quellen, ihre Aufbereitung und wissenschaftliche Auswertung
- Veröffentlichung genealogischer, heraldischer und allgemeinhistorischer Arbeiten
- Aufbau einer vereinseigenen Handbibliothek

Der Verein hat seinen Sitz im Thünen-Museum-Tellow. Weitere dort vorhandene Sammlungen und Materialien unterstützen eine familiengeschichtliche genealogische Arbeit:
- Genealogisches Archiv „Hans Heinrich Leopoldi“
- Braeuer-Archiv (Hessisches Thünen Archiv und Bibliothek)
- Stolpe-Archiv (vorwiegend heimatgeschichtliche Sammlung)
- nahezu vollständige Bibliothek des Mecklenburgischen Patriotischen Vereins
- umfangreiche landeskundliche Literatur
- Literatur von und über Johann Heinrich von Thünen

## Aktivitäten
Eine eigene Bibliothek und ein eigenes Archiv sind im Thünen-Museum-Tellow in Tellow beheimatet und werden von Vereinsmitgliedern ehrenamtlich betreut. Zweimal im Jahr finden genealogische Tagungen statt, einmal im Jahr eine Mitgliederversammlung. Auf seiner Internetseite bietet der Verein verschiedene genealogische Datensammlungen an.
Der Verein ist Mitglied in der DAGV Deutsche Arbeitsgemeinschaft genealogischer Verbände, im Verein für Computergenealogie und arbeitet eng mit der 
- Stiftung Mecklenburg,
- dem Pommerschen Greif,
- der Brandenburgischen Genealogischen Gesellschaft (BGG) „Roter Adler“ e. V.
- und dem Bremer genealogischen Verein Die Maus zusammen.

## Publikationen
- Orte, Kirchspiele und Ämter in Mecklenburg – Ortslexikon
- Eigene Schriftenreihe
- Sonderpublikationen
- Mitteilungshefte